# Peter Baldwin
Peter Baldwin (Winnetka, 11 gennaio 1931 – Pebble Beach, 19 novembre 2017) è stato un regista e attore statunitense.

## Biografia
Dopo essersi distinto da studente alla Stanford University per le sue qualità atletiche, lavorò saltuariamente come modello. Grazie alla sua fotogenia riuscì ad ottenere un contratto con la Paramount Pictures e cominciò a prendere parte a diversi film di richiamo, pur ricoprendo ruoli del tutto marginali. 
Nel 1960 venne in Italia, scelto da Roberto Rossellini per Era notte a Roma, per interpretare il ruolo di un giovane tenente dell'esercito americano che si nasconde in una soffitta della capitale per sfuggire alle retate dei nazisti. Per tutti gli anni sessanta, Baldwin si fermò in Italia e riuscì a costruirsi una carriera come attore, conquistando ruoli di maggior spicco rispetto a quelli ottenuti fino ad allora negli Stati Uniti. 
Fu diretto, tra gli altri, da Dino Risi in Un amore a Roma (1960), da Riccardo Freda in Lo spettro (1963), da Carlo Lizzani in Roma bene (1971) e da Francesco Rosi in Il caso Mattei (1972), oltre che da Franco Rossellini e Luigi Bazzoni ne La donna del lago. Dal matrimonio con Emilia De Sica,  figlia del regista Vittorio, nacque la figlia Eleonora. Divenuto aiuto regista del suocero (con lui girò Sette volte donna e Amanti), Baldwin sfruttò l'esperienza una volta tornato in patria, dove cominciò a dirigere film e telefilm per i circuiti televisivi americani (si aggiudicò un Emmy Award per la serie televisiva Blue Jeans), continuando tale attività per circa quarant'anni, fino agli inizi del XXI secolo. Una volta ritornato stabilmente negli Stati Uniti, nel 1975 divorziò dalla moglie.

## Filmografia

### Cinema
- Furore sulla città (The Turning Point), regia di William Dieterle (1952)
- L'isola del piacere (The Girls of Pleasure Island), regia di Alvin Ganzer e F. Hugh Herbert (1953)
- Stalag 17, regia di Billy Wilder (1953)
- Il mago Houdini (Houdini), regia di George Marshall (1953)
- Per ritrovarti (Little Boy Lost), regia di George Seaton (1953)
- I dieci comandamenti (The Ten Commandments), regia di Cecil B. DeMille (1956)
- Scorciatoia per l'inferno (Shortcut to Hell), regia di James Cagney (1957)
- Il segno della legge (The Tin Star), regia di Anthony Mann (1957)
- 10 in amore (Teacher's Pet), regia di George Seaton (1958)
- I figli dello spazio (The Space Children), regia di Jack Arnold (1958)
- Ho sposato un mostro venuto dallo spazio (I Married a Monster from Outer Space), regia di Gene Fowler Jr. (1958)
- L'agguato (The Trap), regia di Norman Panama (1959)
- Era notte a Roma, regia di Roberto Rossellini (1960)
- Un amore a Roma, regia di Dino Risi (1960)
- Quattro notti con Alba, regia di Luigi Filippo D'Amico (1962)
- I soliti rapinatori a Milano, regia di Giulio Petroni (1963)
- Lo spettro, regia di Riccardo Freda (1963)
- La donna del lago, regia di Franco Rossellini e Luigi Bazzoni (1965)
- Concerto per pistola solista, regia di Michele Lupo (1970)
- Roma bene, regia di Carlo Lizzani (1971)
- Il caso Mattei, regia di Francesco Rosi (1972)

### Televisione
- Wire Service – serie TV, episodio 1x10 (1956)
- West Point – serie TV, 3 episodi (1957)
- The Walter Winchell File – serie TV, 1 episodio (1958)
- Gli intoccabili (The Untouchables) – serie TV, 2 episodi (1959)
- Men Into Space – serie TV, episodio 1x16 (1960)
- Michael Shayne – serie TV episodio 1x23 (1961)
- Follow the Sun – serie TV, episodio 1x02 (1961)
- Perry Mason – serie TV, 1 episodio (1962)
- Ben Casey – serie TV, episodio 2x25 (1963)
- The Outer Limits – serie TV, 1 episodio (1964)

## Doppiatori italiani
- Pino Locchi in Stalag 17, Il mago Houdini, Per ritrovarti, 10 in amore, Concerto per pistola solista
- Giuseppe Rinaldi in Un amore a Roma, La donna del lago
- Sergio Rossi in Lo spettro